# 1. deild islandzka w piłce nożnej (1974)
Sezon 1974 był 63. sezonem o mistrzostwo Islandii. Drużyna Keflavík nie obroniła tytułu mistrzowskiego, zdobył go natomiast zespół Akraness, zdobywając dwadzieścia trzy punkty w czternastu meczach. Po sezonie spadł zajmujący ostatnie miejsce zespół ÍBA Akureyri.

## Drużyny
Po sezonie 1973 z ligi spadł zespół Breiðablik, z 2. deild awansowała natomiast drużyna Víkingur Reykjavík.
| Uczestnicy poprzedniej edycji                                                                                 | Uczestnicy poprzedniej edycji | Uczestnicy poprzedniej edycji | Uczestnicy poprzedniej edycji |
| --- | ----------------------------- | ----------------------------- | ----------------------------- |
| ÍBK | Keflavík                      | 1                             |                               |
| VAL | Valur                         | 2                             |                               |
| ÍBV | ÍB Vestmannaeyja              | 3                             |                               |
| FRA | Fram                          | 4                             |                               |
| ÍA | Akraness                      | 5                             |                               |
| ÍBA | ÍBA Akureyri                  | 6                             |                               |
| KRE | KR                            | 7                             |                               |
| Awans z 2. deild                                                                                              |                               |                               |                               |
| VÍR | Víkingur Reykjavík            | 1                             |                               |
| Oznaczenia: - kolumna pierwsza – skróty nazw drużyn, - kolumna trzecia – miejsce zajęte w poprzednim sezonie. |                               |                               |                               |

## Tabela
| Lp. | Drużyna            | M  | Z | R | P | Bramki | Bramki | Różn. | Pkt | Uwagi                                    |
| --- | ------------------ | -- | - | - | - | ------ | ------ | ----- | --- | ---------------------------------------- |
| 1   | Akraness (M)       | 14 | 9 | 5 | 0 | 24     | 10     | +14   | 23  | Puchar Europy • I runda                  |
| 2   | Keflavík           | 14 | 7 | 5 | 2 | 24     | 12     | +12   | 19  | Puchar UEFA • 1/32 finału                |
| 3   | Valur              | 14 | 4 | 6 | 4 | 18     | 18     | 0     | 14  | Puchar Zdobywców Pucharów • 1/16 finału1 |
| 4   | ÍB Vestmannaeyja   | 14 | 3 | 7 | 4 | 20     | 20     | 0     | 13  |                                          |
| 5   | KR                 | 14 | 4 | 5 | 5 | 16     | 19     | −3    | 13  |                                          |
| 6   | Fram               | 14 | 3 | 6 | 5 | 19     | 20     | −1    | 12  |                                          |
| 7   | Víkingur Reykjavík | 14 | 2 | 5 | 7 | 14     | 19     | −5    | 9   | baraż o utrzymanie                       |
| 8   | ÍBA Akureyri (S)   | 14 | 3 | 3 | 8 | 16     | 33     | −17   | 9   | baraż o utrzymanie                       |

## Wyniki
| Gospodarz \ Gość   | ÍA  | FRA | KRE | ÍBK | VAL | ÍBV | VÍR | ÍBA |
| Akraness           |     | 3:1 | 1:1 | 3:1 | 0:0 | 2:1 | 2:1 | 4:0 |
| Fram               | 1:1 |     | 1:1 | 0:1 | 2:1 | 1:1 | 1:2 | 2:3 |
| KR                 | 1:2 | 0:0 |     | 1:0 | 2:2 | 2:0 | 3:1 | 0:1 |
| Keflavík           | 1:1 | 2:1 | 5:1 |     | 0:0 | 1:1 | 0:0 | 3:0 |
| Valur              | 0:1 | 2:2 | 2:0 | 1:3 |     | 2:2 | 2:1 | 3:3 |
| ÍB Vestmannaeyja   | 1:2 | 2:2 | 0:0 | 1:3 | 1:0 |     | 1:1 | 5:3 |
| Víkingur Reykjavík | 0:1 | 0:1 | 1:2 | 2:2 | 1:2 | 1:1 |     | 1:1 |
| ÍBA Akureyri       | 1:1 | 1:4 | 3:2 | 0:2 | 0:1 | 0:3 | 0:2 |     |

Źródło:  (ang.)
Objaśnienia:
1Drużyna gospodarzy jest wymieniona po lewej stronie tabeli.
Kolory: zielony – zwycięstwo gospodarzy, żółty – remis, różowy – zwycięstwo gości.

## Baraż o utrzymanie
Z uwagi na równą liczbę punktów, o utrzymaniu w 1. deild zadecydował dodatkowy mecz pomiędzy drużynami Víkingur Reykjavík oraz ÍBA Akureyri. Mecz wygrał zespół z Reykjavíku i utrzymała prawo występów w najwyższej lidze islandzkiej.
| 5 października 1974 | Víkingur Reykjavík | 3:1Raport | ÍBA Akureyri | Keflavíkurvöllur, Keflavík |
|                     |                    |           |              |                            |

## Najlepsi strzelcy
| Bramki | Strzelcy              | Drużyna          |
| ------ | --------------------- | ---------------- |
| 9      | Teitur Þórðarson      | Akraness         |
| 8      | Steinar Jóhannsson    | Keflavík         |
| 6      | Örn Óskarsson         | ÍB Vestmannaeyja |
| 6      | Ingi Björn Albertsson | Valur            |